# 파고산

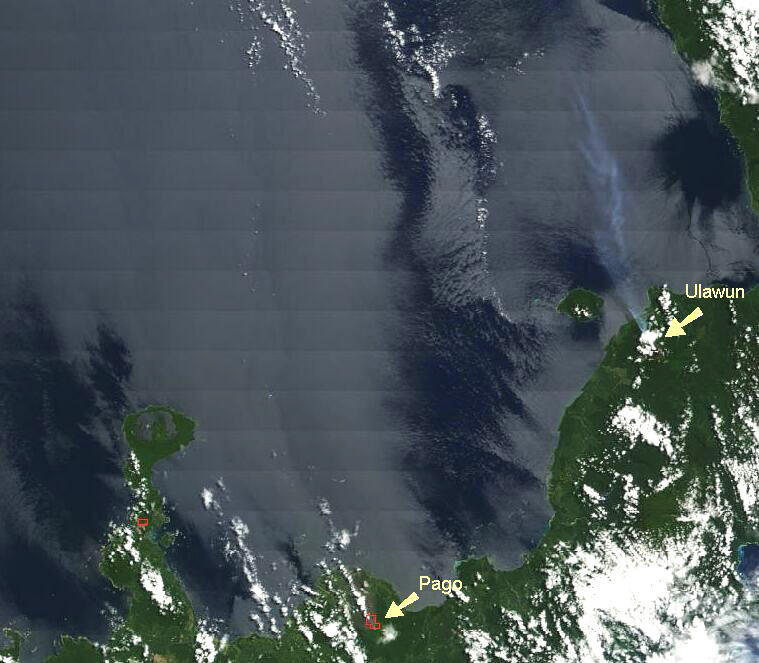
파고산의 위치(화살표)

파고산(Pago)은 파푸아뉴기니의 뉴브리튼섬에 있는 활화산이다. 이 화산은 여러차례 대분화로 형성된 칼데라다. 마지막 대분출은 1800년경에 있었고(지수 4), 마지막 분화는 2012년에 있었다.